# Aculeata
Los aculeados (Aculeata) son un grupo monofilético de himenópteros apócritos. El nombre se refiere a que el ovipositor de las hembras está transformado en un aguijón, es decir que el órgano cuya función original era la de poner huevos ha sido modificado en un órgano con el cual pueden picar para inyectar veneno. Sin embargo esto no quiere decir que todas puedan picar, ya que algunas no lo hacen.
Este grupo incluye a la mayoría de las llamadas avispas, abejas y hormigas. Es posible que el desarrollo del aguijón haya contribuido al éxito evolutivo de este grupo al otorgarles una defensa poderosa en contra de la depredación.

## Taxonomía
El nombre Aculeata tiene una larga historia. Originalmente era considerado como un infraorden o división. Gracias a los estudios filogenéticos se sabe que es un grupo monofilético, es decir que todos los miembros del grupo descienden de un solo antepasado. En cambio el grupo hermano, Parasitica, parece ser parafilético o un grupo artificial que reúne subgrupos no relacionados filogenéticamente.
Según Sharkey, los aculeados contienen las siguientes superfamilias y familias:
- Superfamilia Chrysidoidea

Familia Bethylidae
Familia Chrysididae
Familia Dryinidae
Familia Embolemidae
Familia Plumariidae
Familia Sclerogibbidae
Familia Scolebythidae
- Superfamilia Apoidea

Familia Ampulicidae
Familia Andrenidae
Familia Apidae
Familia Colletidae
Familia Crabronidae
Familia Halictidae
Familia Heterogynaidae
Familia Megachilidae
Familia Melittidae
Familia Sphecidae
Familia Stenotritidae
- Superfamilia Vespoidea

Familia Bradynobaenidae
Familia Mutillidae
Familia Pompilidae
Familia Rhopalosomatidae
Familia Sapygidae
Familia Scoliidae
Familia Sierolomorphidae
Familia Tiphiidae
Familia Vespidae
- Superfamilia Formicoidea

Familia Formicidae

## Filogenia

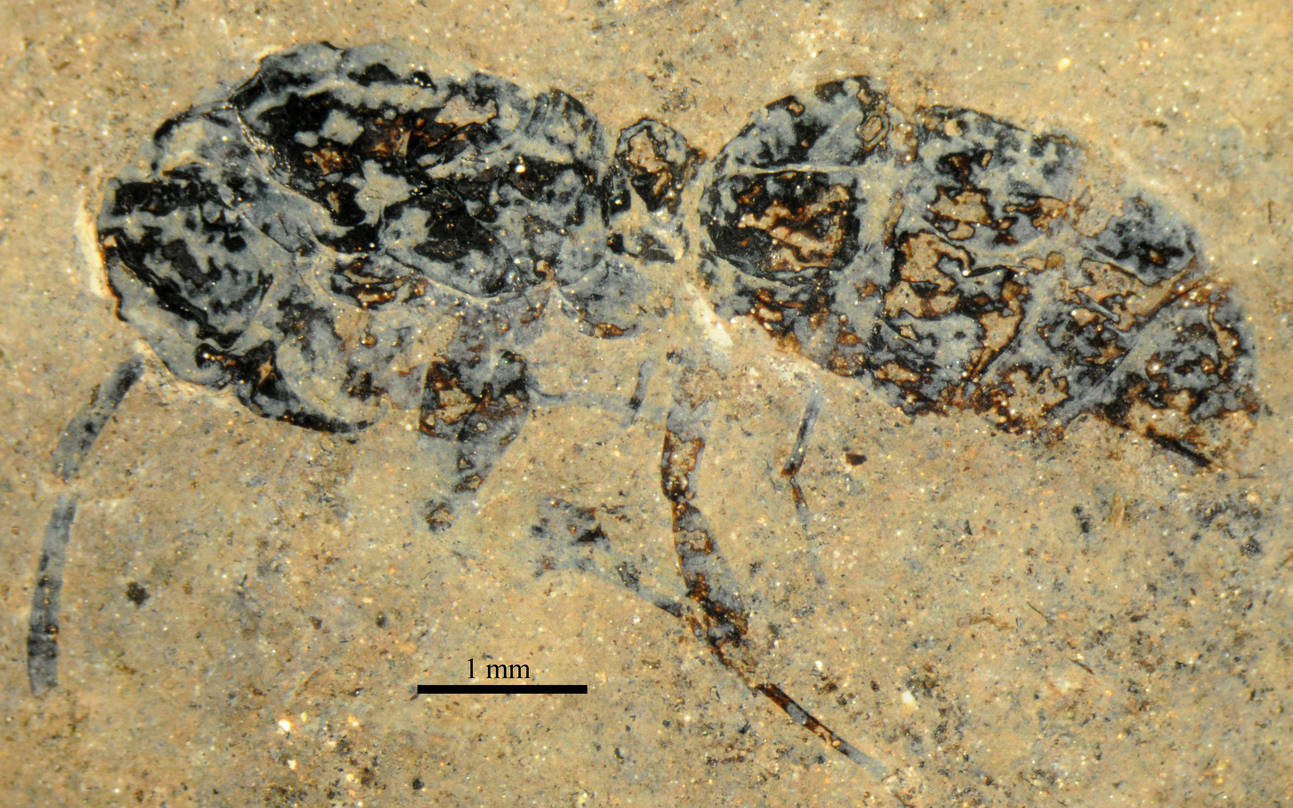
Hormiga fósil Pseudectatomma eocenica

Los fósiles más tempranos de Aculeata aparecen en el Jurásico tardío, alrededor de 155 millones de años. Hubo una gran radiación evolutiva en el Cretácico temprano (alrededor de 140 millones de años).
Cladograma de Aculeata.

|  | Vespidae         |
|  |                  |
|  | Rhopalosomatidae |
|  |                  |

|  | Pompilidae |
|  |            |
|  | Tiphiidae  |
|  |            |

|  | Scoliidae                                              |
|  |                                                        |
|  | \| \| Apoidea \| \| \| \| \| \| Formicidae \| \| \| \| |
|  |                                                        |
|  | Apoidea                                                |
|  |                                                        |
|  | Formicidae                                             |
|  |                                                        |

|  | Apoidea    |
|  |            |
|  | Formicidae |
|  |            |

|  | Pompilidae |
|  |            |
|  | Tiphiidae  |
|  |            |

|  | Scoliidae                                              |
|  |                                                        |
|  | \| \| Apoidea \| \| \| \| \| \| Formicidae \| \| \| \| |
|  |                                                        |
|  | Apoidea                                                |
|  |                                                        |
|  | Formicidae                                             |
|  |                                                        |

|  | Apoidea    |
|  |            |
|  | Formicidae |
|  |            |

|  | Vespidae         |
|  |                  |
|  | Rhopalosomatidae |
|  |                  |

|  | Pompilidae |
|  |            |
|  | Tiphiidae  |
|  |            |

|  | Scoliidae                                              |
|  |                                                        |
|  | \| \| Apoidea \| \| \| \| \| \| Formicidae \| \| \| \| |
|  |                                                        |
|  | Apoidea                                                |
|  |                                                        |
|  | Formicidae                                             |
|  |                                                        |

|  | Apoidea    |
|  |            |
|  | Formicidae |
|  |            |

|  | Pompilidae |
|  |            |
|  | Tiphiidae  |
|  |            |

|  | Scoliidae                                              |
|  |                                                        |
|  | \| \| Apoidea \| \| \| \| \| \| Formicidae \| \| \| \| |
|  |                                                        |
|  | Apoidea                                                |
|  |                                                        |
|  | Formicidae                                             |
|  |                                                        |

|  | Apoidea    |
|  |            |
|  | Formicidae |
|  |            |

|  | Vespidae         |
|  |                  |
|  | Rhopalosomatidae |
|  |                  |

|  | Pompilidae |
|  |            |
|  | Tiphiidae  |
|  |            |

|  | Scoliidae                                              |
|  |                                                        |
|  | \| \| Apoidea \| \| \| \| \| \| Formicidae \| \| \| \| |
|  |                                                        |
|  | Apoidea                                                |
|  |                                                        |
|  | Formicidae                                             |
|  |                                                        |

|  | Apoidea    |
|  |            |
|  | Formicidae |
|  |            |

|  | Pompilidae |
|  |            |
|  | Tiphiidae  |
|  |            |

|  | Scoliidae                                              |
|  |                                                        |
|  | \| \| Apoidea \| \| \| \| \| \| Formicidae \| \| \| \| |
|  |                                                        |
|  | Apoidea                                                |
|  |                                                        |
|  | Formicidae                                             |
|  |                                                        |

|  | Apoidea    |
|  |            |
|  | Formicidae |
|  |            |

|  | Vespidae         |
|  |                  |
|  | Rhopalosomatidae |
|  |                  |

|  | Pompilidae |
|  |            |
|  | Tiphiidae  |
|  |            |

|  | Scoliidae                                              |
|  |                                                        |
|  | \| \| Apoidea \| \| \| \| \| \| Formicidae \| \| \| \| |
|  |                                                        |
|  | Apoidea                                                |
|  |                                                        |
|  | Formicidae                                             |
|  |                                                        |

|  | Apoidea    |
|  |            |
|  | Formicidae |
|  |            |

|  | Pompilidae |
|  |            |
|  | Tiphiidae  |
|  |            |

|  | Scoliidae                                              |
|  |                                                        |
|  | \| \| Apoidea \| \| \| \| \| \| Formicidae \| \| \| \| |
|  |                                                        |
|  | Apoidea                                                |
|  |                                                        |
|  | Formicidae                                             |
|  |                                                        |

|  | Apoidea    |
|  |            |
|  | Formicidae |
|  |            |

Las clasificaciones más recientes colocan solo las familias Vespidae y Rhopalosomatidae dentro de la superfamilia Vespoidea.